# Waldstorch

Das Verbreitungsgebiet des Waldstorchs
Sommer-Brutvogel
Stand-Brutvogel
Gastvogel

Der Waldstorch (Mycteria americana) ist ein Storch aus der Gattung der Nimmersatte (Mycteria). Er ist die einzige Storchenart, die in Nordamerika brütet. In den USA galt er lange als eine bedrohte Vogelart, bei der die Gefahr bestand, dass sie im nördlichsten Teil des Verbreitungsgebietes gänzlich verschwindet, und für die zahlreiche Maßnahmen eingeleitet wurden, um ihren Bestand zu schützen. Seit 2014 gilt die Art in diesem Teil ihres Verbreitungsgebietes nur noch als gefährdet.

## Verbreitung
Der Waldstorch ist eine in den Tropen beheimatete Art, die in Süd- und Mittelamerika sowie der Karibik brütet. Kleine Kolonien existieren auch in den USA, und zwar in Florida, Georgia und South Carolina. Es ist damit der einzige Storch, der in Nordamerika brütet.
Er ist ein Standvogel baumbestandener feuchter Niederungen. Er watet im Flachwasser und ernährt sich von Fischen, Fröschen und großen Insekten.

## Aussehen
Erwachsene Waldstörche haben eine Flügelspannweite von 1,50 m. Das Gefieder ist weiß, die Beine sind schwärzlich-grau, die Füße rosa. Der Kopf ist dunkelbraun, das Gesicht schwärzlich. Der nach unten gebogene Schnabel ist ebenfalls schwärzlich. Der Waldstorch besitzt breite Flügel und fliegt mit gestrecktem Hals und gestreckten Beinen. Im Flug zeigt sich eine schwarze Flügelkante.
Jungvögel ähneln den Altvögeln, ihr Hals ist etwas brauner, der Schnabel blasser.

## Fortpflanzung
Der Waldstorch baut sein Nest auf Bäumen, häufig in Kolonien mit mehreren Nestern auf einem Baum. Er brütet einmal im Jahr und das Weibchen legt 3–5 Eier. Die Brutdauer beträgt 27–32 Tage, das Brutgeschäft wird von beiden Eltern übernommen.

## Etymologie und Forschungsgeschichte
Die Erstbeschreibung des Waldstorchs erfolgte 1758 durch Carl von Linné unter dem wissenschaftlichen Namen Mycteria americana. Als Verbreitungsgebiet gab er das warme Amerika an. Mit der Art führte er die neue Gattung Mycteria ein. Dieser Begriff leitet sich von μυκτηρ, μυκτηρος, μυκτεριζω myktēr, myktēros, mykterizō, deutsch ‚Schnautze, Nase, die Nase hochziehen‘ ab. Der Artname americana bezieht sich auf Amerika. Alfred Laubmann hatte für sein Werk Die Vögel von Paraguay keinen Balg zur Verfügung. Nachweise in der Literatur sah er am Río Pilcomayo sowie in Waikthlatingmayalwa durch John Graham Kerr und am Río Confuso durch Arnaldo de Winkelried Bertoni. Zusätzlich erwähnte Laubmann Yacú de la canguí von Félix de Azara als Nachweis für die Art.